# Heinrich Josef Oberheid
Heinrich Josef Oberheid (Mülheim an der Ruhr, 07/02/1895-Düseeldorf, 01 o 17/11/1977) fue un teólogo y pastor de la iglesia protestante que perteneció al Partido Nacional Socialista Obrero Alemán (NSDAP).

## Primeros años: estudios y Primera Guerra Mundial
Hijo menor de un trabajador de ferrocarriles (guardagujas) católico y madre protestante, fue acogido bajo la tutela del magnate alemán Hugo Stinnes, lo que le permitió matricularse en la escuela pública de educación secundaria de su ciudad natal en 1914. Una vez terminados los estudios comienza a estudiar teología en la Universidad de Marburgo y Berlín, tiempo en el cual se une a un asociación universitaria de estudiantes cristianos en Marburgo llamada “Marburg Wingolf”, de la que fue miembro hasta 1936.
En 1916 se presenta voluntario para el servicio militar en plena Primera Guerra Mundial, cayendo herido en 1918 después de ganarse la reputación de luchador tenaz cuerpo a cuerpo. Al final de la guerra tiene el rango de teniente (Oberleutnant).
Después de la guerra deja la teología, lo que le parecía aburrido, para matricularse en economía y derecho en la Universidad de Heidelberg allá por febrero de 1919. Completó sus estudios con un doctorado en filosofía. Por consejo de su mentor, Hugo Stinnes, el tema de su tesis doctoral, la cual no se conserva, fue sobre la minería del hierro en la región de Lorena.
Durante un tiempo trabajó como minero y se formó en la secretaría de la empresa Stinnes. A partir de 1920 estuvo a cargo de las cuestiones arancelarias en una importante asociación minera la zona de Essen/Dortmund. Luego volvió al Grupo Stinnes (1922), siendo secretario privado de Hugo Stinnes y luego director de Stinnes-Eisen.
Desde 1920 hasta 1922 pertenece al llamado “Protección alemana nacionalista” (Deutschvölkischer Schutz- und Trutzbund, DVSTB), una importante asociación de evidente carácter antisemita, con miembros más adelante prominentes naziz como Gertzlaff Hertzberg, Werner Best, Leonardo Conti, Kurt Daluege, Dietrich Eckart, Gottfried Feder, Oskar Körner, Reinhard Heydrich, Karl Kaufmann, Hinrich Lohse, Richard Aster, Fritz Sauckel, Julius Streicher y otros. La asociación es prohibida en prácticamente toda Alemania en 1922.
En 1925, apenas unos meses después de la muerte de Hugo Stinnes, abandona la empresa y se retira a una finca que compró en 1923 (cerca de Radevormwald). Allí reorienta su vida y reanuda los estudios en teología en la Universidad de Bonn, donde se matricula en 1926. Es allí donde conoció e hizo amistad con el famoso jurista y filósofo alemán Carl Schmitt (1888-1985). Ya siendo un activista nazi, termina los estudios en 1932 siendo su primera congregación en 1933. Durante ese tiempo también intenta comenzar algún negocio particular, pero no tiene éxito.

## Afiliación al NSDAP
En 1928 Heinrich Josef Oberheid se convierte en miembro del NSDAP, y un año más tarde pasa a ser miembro de las SA (Sturmabteilung). Como líder activo de las SA, ocupó los servicios de campo en el vicariato de la organización nazi, y se incorpora a los llamados Cristianos Alemanes (Deutsche Christen), que fue un movimiento político-eclesiástico protestante de evidente ideología nacional socialista. Su rápido ascenso comienza en 1933, cuando es nombrado presidente de los Cristianos Alemanes (Deutsche Christen) en el distrito de Coblenza-Tréveris de la Autoridad Eclesiástica Protestante de Renania (Rheinische Konsistorium), apareciendo vestido con la camisa parda en numerosos de sus eventos.

## Obispo de la Iglesia Protestante
En octubre de 1933, la Asamblea de la Iglesia Evangélica de la Antigua Unión Prusiana (Evangelische Kirche der altpreußischen Union) le nombra Obispo de la demarcación provincial de Renania, que hoy en día se llama Diócesis de Colonia-Aquisgrán. Heinrich Josef Oberheid estaba totalmente convencido de que la fe de la Reforma Luterana debía de fusionarse totalmente con el movimiento nacionalsocialista. No obstante, surgieron opositores a su ascenso. Por ello, cuando en apenas unos meses fue nombrado jefe de personal del obispo del Reich Ludwig Müller (1883-1945), un defensor acérrimo de los Cristianos Alemanes (Deutsche Christen), dejó el cargo. Es en ese momento cuando tiene poder y su carrera estaba en los más alto de la jerarquía eclesiástica, trabajando en Berlín. También actuó como consultor de derecho canónico para el famoso abogado, también jerarca nacionalsocialista, Hans Frank (1900-1945), quien fundó el 26/06/1933 la Academia de Derecho Alemán (Akademie für Deutsches Recht).
Durante este tiempo, junto al abogado August Jäger, jugó un importante papel en el intento de establecer una verdadera dictadura del obispo del Reich, intento que se dio por fallido en 1934. Es cuando se le concede un permiso para ausentarse de Berlín, donde no volverá como tal.
Se incorpora la rama radical de los Cristianos Alemanes de Turingia, de forma que en 1937 se le nombra pastor en la iglesia de Turingia, participando, entre otras cosas, en la fundación del famoso Instituto de Des-judización “Entjudungs Institut” en Eisenach.
En 1939 colabora con el recién fundando Instituto de Investigación y Eliminación de la Influencia Judía en la Vida de la Iglesia Alemana (Institut zur Erforschung und Beseitigung des jüdischen Einflusses auf das deutsche kirchliche Leben), que era un ente perteneciente a la iglesia protestante de un conjunto de regiones alemanas, creado a instancia de los Cristianos Alemanes (Deutsche Christen).

## Segunda Guerra Mundial
El 1 de agosto de 1939, un mes antes de comenzar la guerra en Europa, de nuevo se ofrece voluntario para el servicio militar con rango de capitán, sirviendo con “pastor de guerra”  en la Wehrmacht, hasta el final de la guerra donde es hecho prisionero por el ejército estadounidense. Durante su cautiverio no se relaciona con ningún clérigo. Es liberado a finales de 1945.

## Postguerra
Ya en 1946, debido a su pertenencia de los Cristianos Alemanes, es despedido de la iglesia protestante tanto de Renania como de Turingia, por lo que decide reorientar su vida profesional y decide regresar al sector de la economía. Entre 1950 y 1960 trabaja como representante general de la empresa siderúrgica Coutinho, Caro & Co., en Düsseldorf, hasta su jubilación con 65 años.
Por aquellos tiempos, queriendo abandonar las ideas nazis, y pasándose al liberalismo, quiso fundar sin éxito una comunidad político-religiosa popular denominada “Comunidad de Cristo de Todos los Alemanes” (Christusgemeinde aller Deutschen). 
Fallece en Düseeldorf en 1977, a los 82 años de edad.